# كوكال أسود الرأس
كوكال أسود الرأس (الاسم العلمي: Centropus steerii) (بالإنجليزية: Black-hooded Coucal)‏ هو نوع من الطيور يتبع جنس الكوكال من فصيلة طيور الوقواق.